# Aleksandr Lukjanov
Aleksandr Viktorovitj Lukjanov (ryska: Александр Викторович Лукьянов), född den 19 augusti 1949 i Moskva i Ryska SFSR, Sovjetunionen, är en sovjetisk och därefter rysk roddare (styrman).
Han tog OS-brons i åtta med styrman i samband med de olympiska roddtävlingarna 1996 i Atlanta.